# Chlorophorus sartor
Chlorophorus sartor är en skalbaggsart som först beskrevs av Müller 1766.  Chlorophorus sartor ingår i släktet Chlorophorus och familjen långhorningar.
Artens utbredningsområde är:
- Luxemburg.
- Corsica.
- Frankrike.
- Iran.
- Portugal.
- Turkmenistan.
- Ukraina.

Inga underarter finns listade i Catalogue of Life.

## Bildgalleri

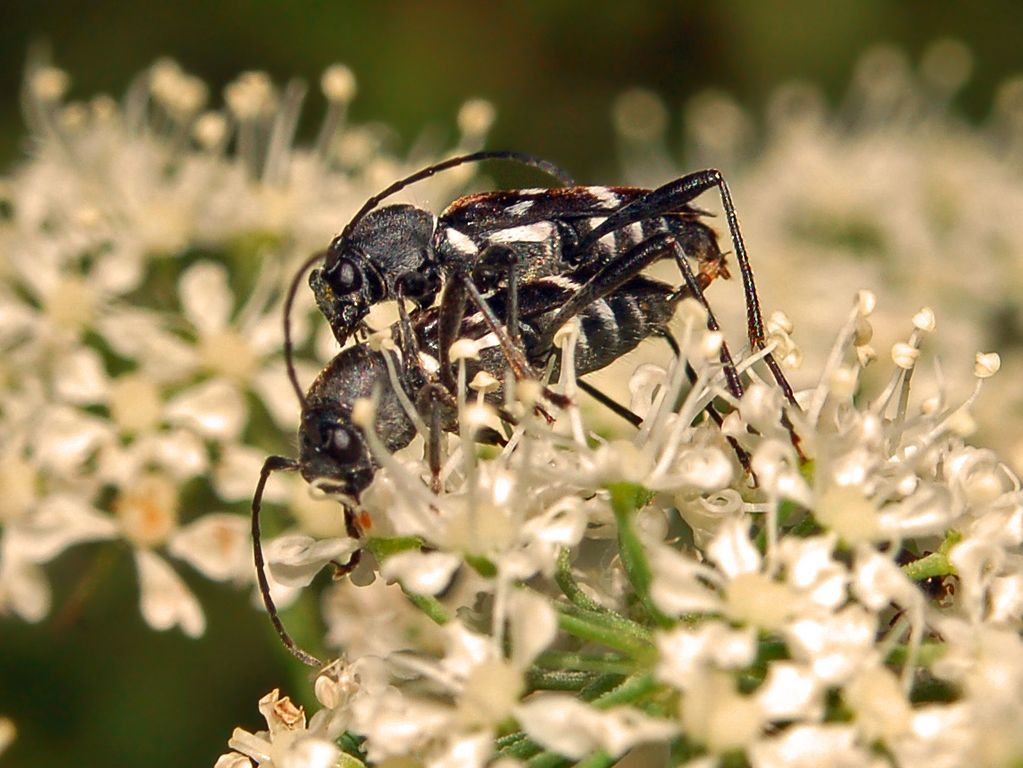